# Хрватска рапсодија

Хрватска рапсодија је песма Магазина, хрватске поп групе. Песма је објављена 2000. године за издавачку кућу Croatia Records.

## Текст
Песма Хрватска рапсодија је ауторско дело, чији је текст написала хрватска музичарка Вјекослава Хуљић.

## Мелодија
Музику за песму радио је Тончи Хуљић, док су за аранжман били задужени Реми Казиноти и Федор Боић.